# 21441 Stevencondie
21441 Stevencondie este un asteroid din centura principală de asteroizi.

## Descriere
21441 Stevencondie este un asteroid din centura principală de asteroizi. A fost descoperit pe 29 martie 1998 la Socorro, New Mexico, în cadrul proiectului LINEAR. Asteroidul prezintă o orbită caracterizată de o semiaxă mare de 2,48 ua, o excentricitate de 0,15 și o înclinație de 5,1° în raport cu ecliptica.